# Operação Plumbbob

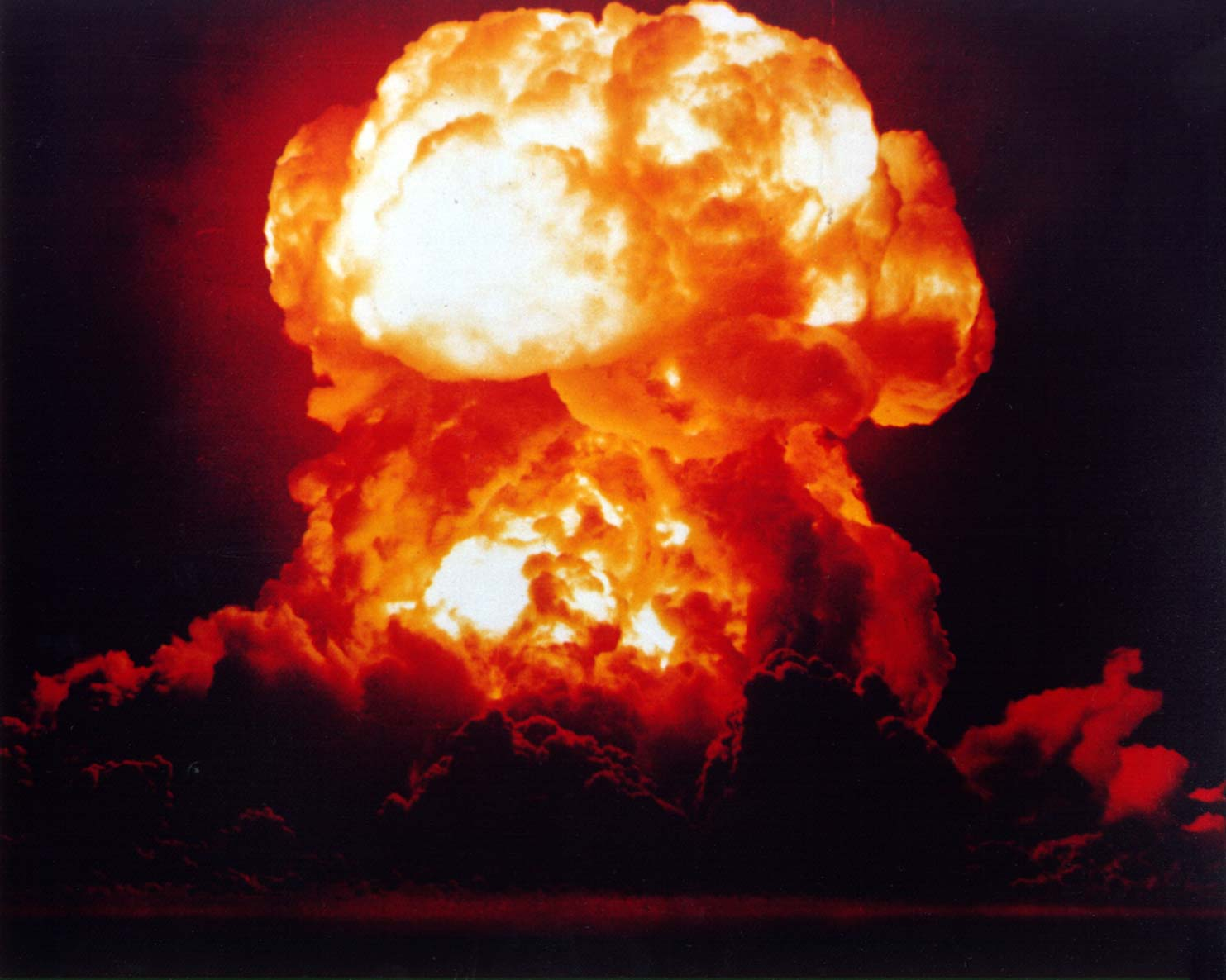
O teste Smoky.

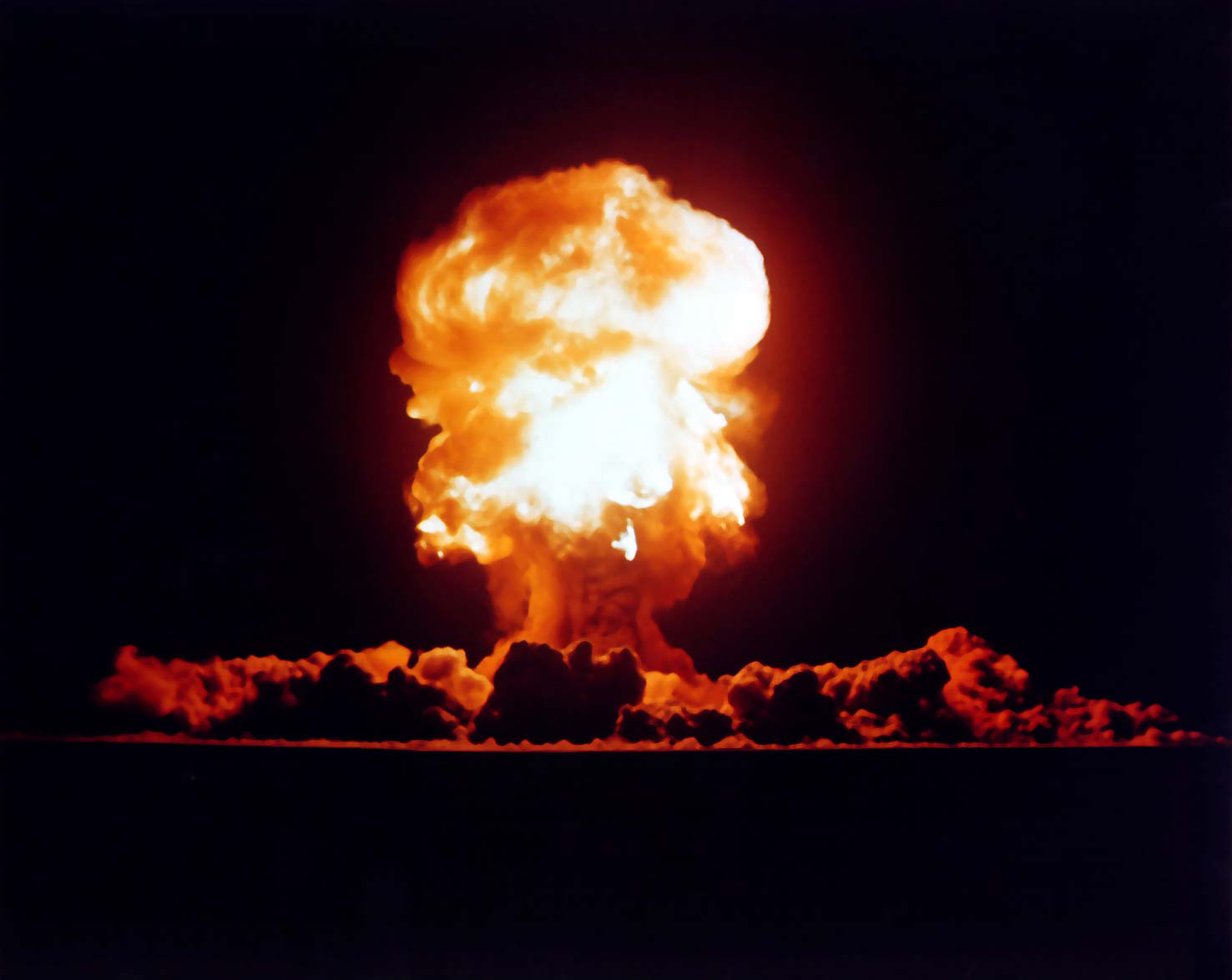
Fizeau teste nuclear

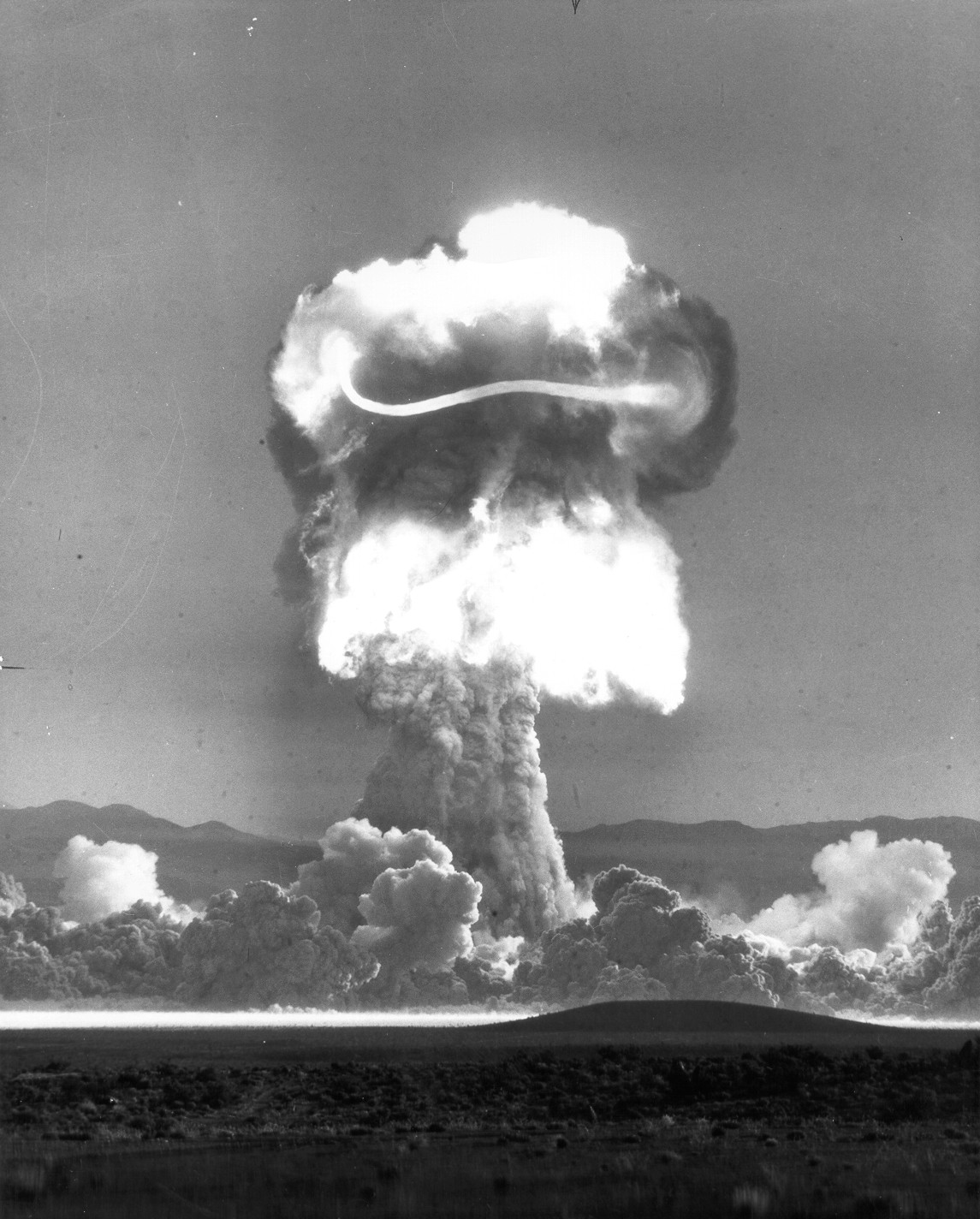
Priscilla (37 quilotons).

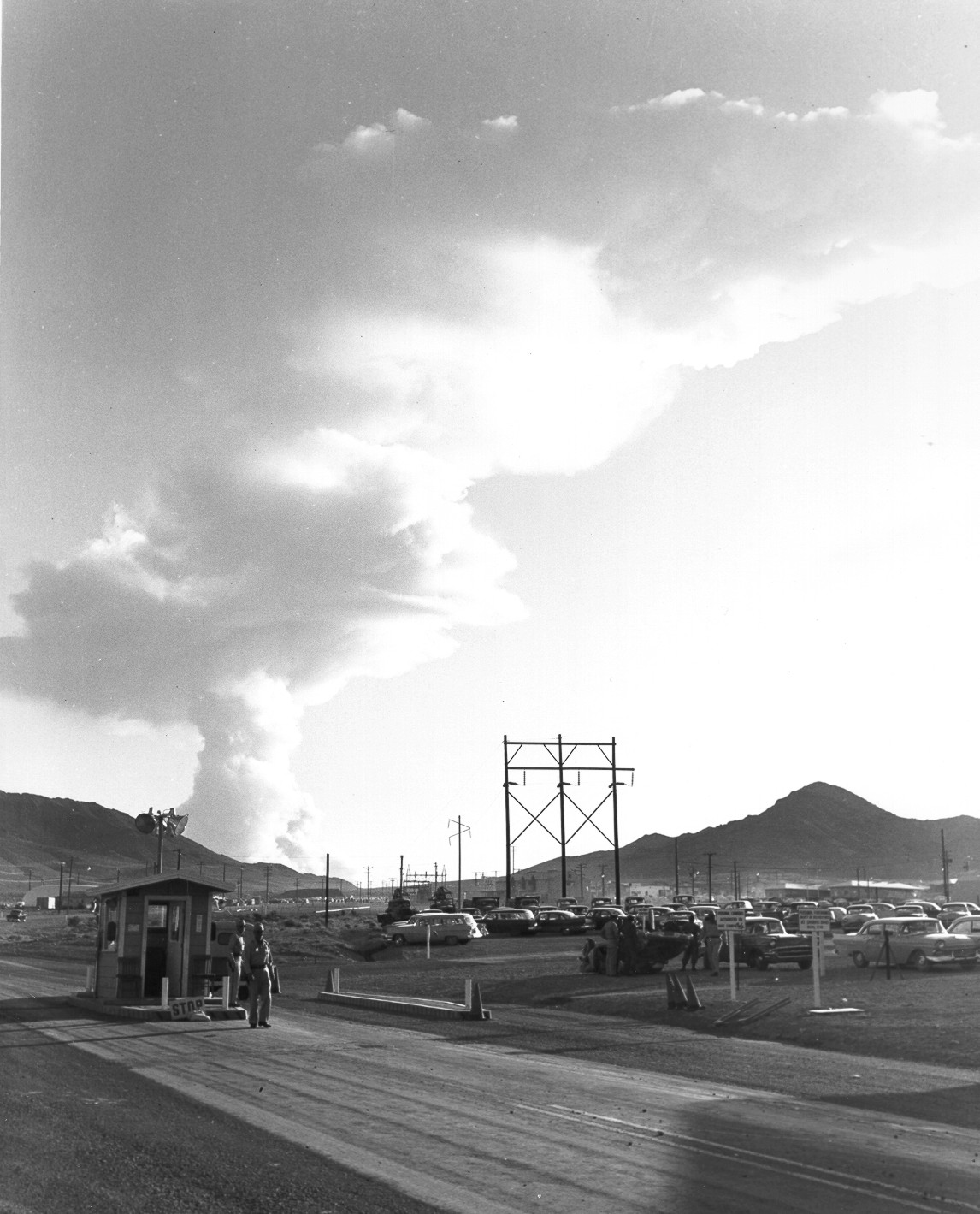
O teste Priscilla já disseminado na atmosfera.

A Operação Plumbbob foi uma série de 27 testes nucleares gerenciados pelos Estados Unidos entre 28 de maio e 7 de outubro de 1957 na Área de Testes de Nevada, foi a mais polêmica operação por causa da grande quantidade de radiação liberada.

## Objetivo

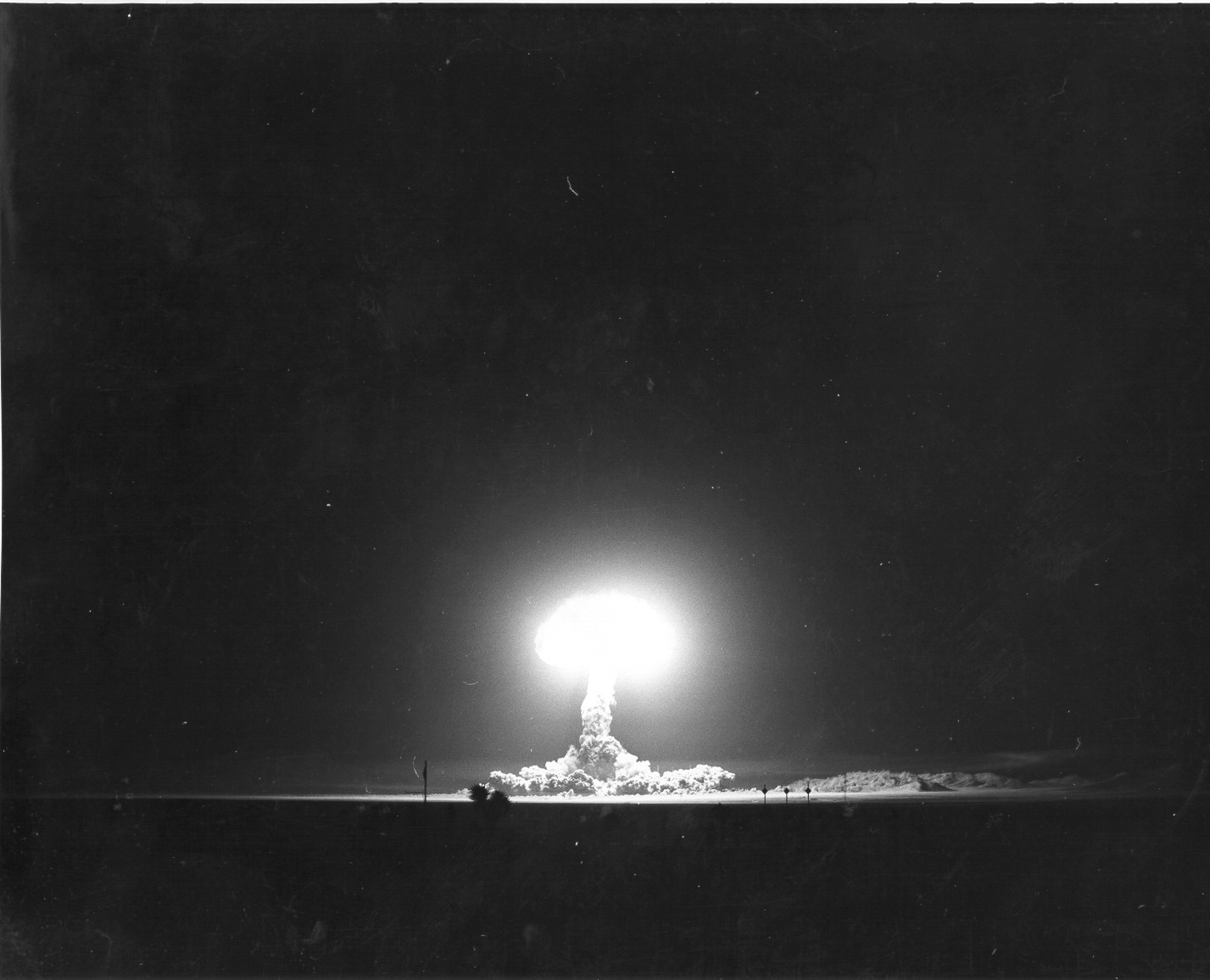
O teste Hood(74 quilotons).

A Operação Plumbbob teve como grande objetivo testar armas nucleares de uso táticos, ogivas para ICBM, estudos sobre o efeito da radiação em animais, como também testes nucleares em balões de alta altitude.

## Efeitos Radiológicos

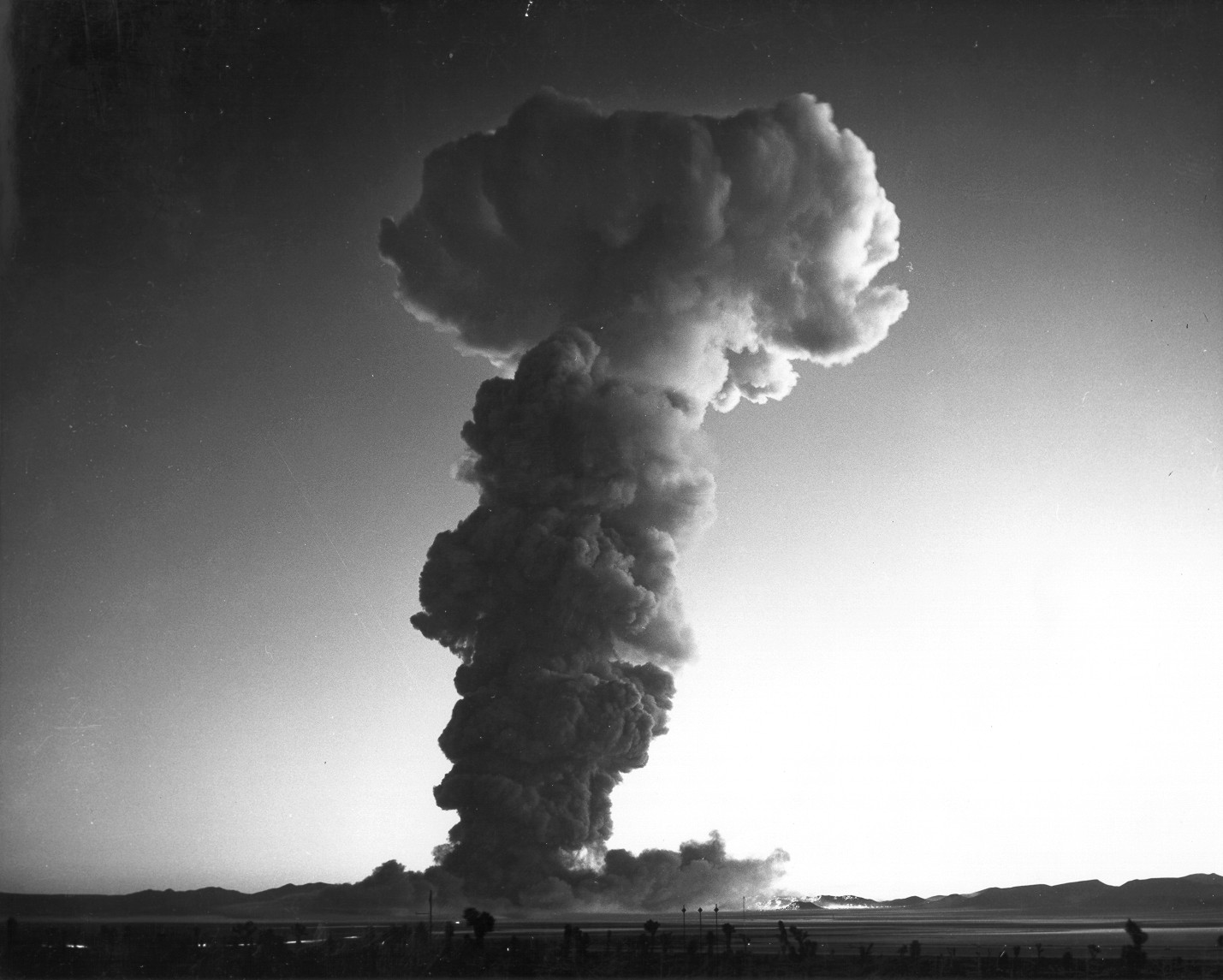
O Hood

A operação liberou 58 300 kilocuries de iodo radioativo, podendo ser capaz de causar de 11 000 a 212 000 casos de excesso de câncer de tiróide, podendo criar de 1 000 a 20 000 óbitos.

## Primeiro objeto a ir ao espaço pela propulsão nuclear lançado pelo homem
Durante o teste B-Pascal uma tampa feita de aço de 900 kg foi lançada a uma velocidade desconhecida, o designer do experimento foi o Dr. Brownlee havia feito um calculo que segundo o mesmo a placa de aço teria sido lançada a seis vezes a velocidade de escape, a tampa nunca foi encontrada(mas Dr. Brownlee acha que ela se vaporizou pela temperatura da explosão).
Este ensaio fazia parte do Projeto Orion que utilizaria a propulsão nuclear para elevar objetos ao espaço exterior.

## Testes Nucleares

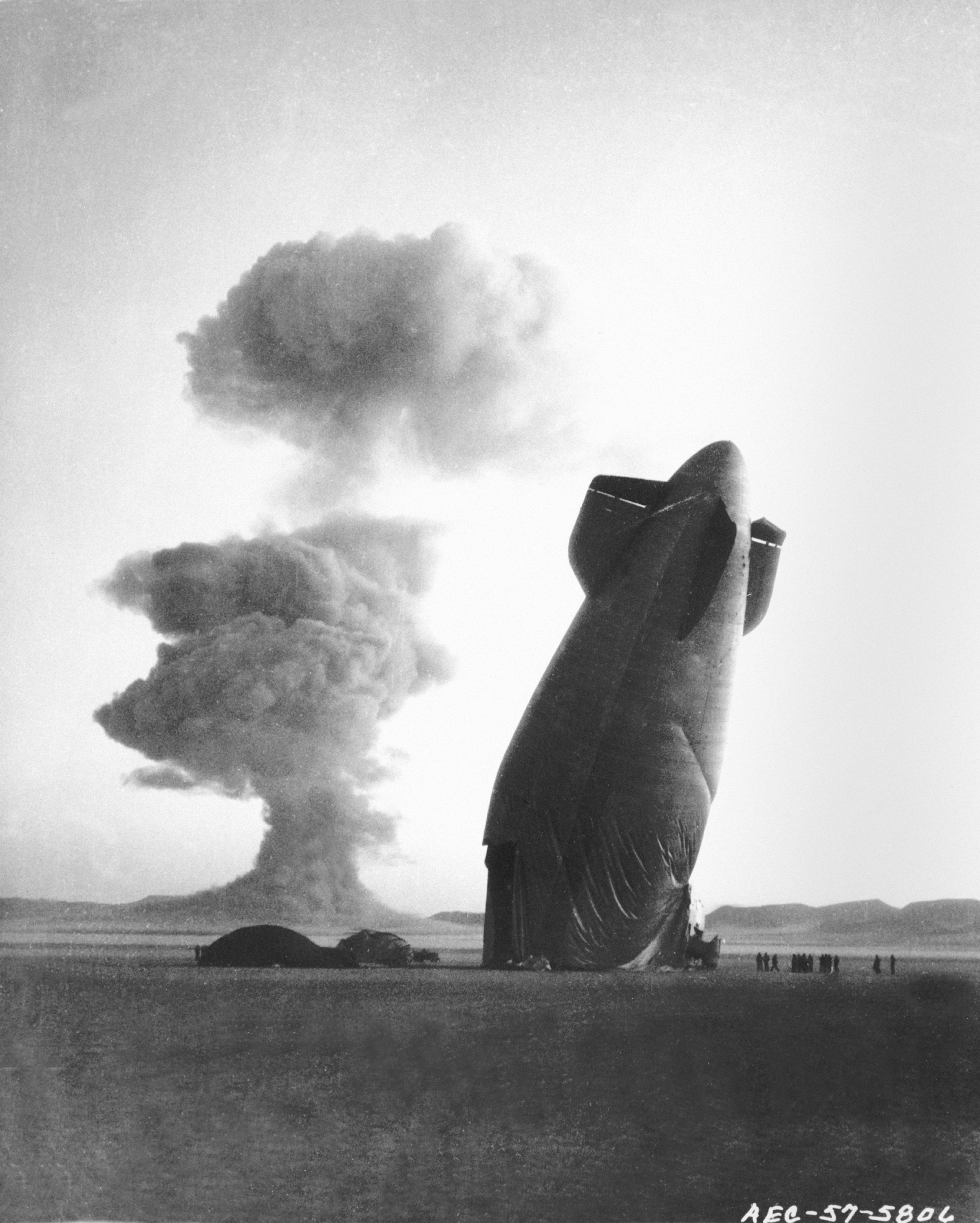
Nuvem de cogumelo do Stokes.

| Nome           | Data                         | Rendimento | Nota                                                                 |
| -------------- | ---------------------------- | ---------- | -------------------------------------------------------------------- |
| Boltzmann      | 28 de maio de 1957           | 12 kt      | Explosão em torre                                                    |
| Franklin       | 2 de Junho de 1957           | 140 tons   | O teste teve rendimento inferior ao esperado                         |
| Lassen         | 5 de Junho de 1957           | 0.5 kt     | Balloon shot                                                         |
| Wilson         | 18 de Junho de 1957          | 10 kt      | Explosão em balão                                                    |
| Priscilla      | 24 de Junho de 1957          | 37 kt      | Explosão em balão                                                    |
| Coulomb-A      | 1 de julho de 1957           | ---        | Artefato não detonou                                                 |
| Hood           | 5 de Julho de 1957           | 74 kt      | Explosão em balão, a maior detonação atmosférica dos Estados Unidos. |
| Diablo         | 15 de Julho de 1957          | 17 kt      | Detonação em torre                                                   |
| John           | 19 Julho de 1957             | 2 kt       | Teste com o Air-2 Genie                                              |
| Kepler         | 24 Julho de 1957             | 10 kt      | Explosão em torre                                                    |
| Owens          | 25 Julho de 1957             | 9.7 kt     | Explosão em balão                                                    |
| Pascal-A       | 26 Julho de 1957             | 55 tons    |                                                                      |
| Stokes         | 7 Agosto 1957                | 19 kt      | Explosão em balão                                                    |
| Saturn         | 10 de Agosto de 1957         | Zero       |                                                                      |
| Shasta         | 18 de Agosto de 1957         | 17 kt      | Detonção em torre                                                    |
| Doppler        | 23 de Agosto de 1957         | 11 kt      | Explosão em balão                                                    |
| Pascal-B       | 27 Agosto de 1957            | 300 tons   |                                                                      |
| Franklin Prime | 30 Agosto de 1957            | 4.7 kt     | Explosão em balão                                                    |
| Smoky          | 31 de Agosto de 1957         | 44 kt      | Explosão em torre                                                    |
| Galileo        | 2 de Setembro de 1957        | 11 kt      | Explosão em torre                                                    |
| Wheeler        | 6 de Setembro de 1957        | 197 tons   | Explosão em balão                                                    |
| Coulomb-B      | 6 de Setembro de 1957        | 300 tons   |                                                                      |
| Laplace        | 8 de Setembro de 1957        | 1 kt       | Explosão em balão                                                    |
| Fizeau         | 14 de Setembro de 1957       | 11 kt      | detonação em torre                                                   |
| Newton         | 16 de Stembroptember de 1957 | 12 kt      | Explosão em balão                                                    |
| Rainier        | 19 de Setembro de 1957       | 1.7 kt     | Primeiro US teste subterrâneo                                        |
| Whitney        | 23 de Setembro de 1957       | 19 kt      | explosão em torre                                                    |
| Charleston     | 28 de Setembro de 1957       | 12 kt      | Explosão em balão                                                    |
| Morgan         | 7 de Outubro de 1957         | 8 kt       | Explosão em balão                                                    |

## Referencias
- «United States Nuclear Tests, July 1945 through September 1992 (DOE/NV-209)» (PDF). U.S. Department of Energy Nevada Operations Office. 2000. Consultado em 20 de outubro de 2010. Arquivado do original (pdf) em 12 de outubro de 2006 Original source for test information.
- Plumbbob page on the Nuclear Weapons Archive (also refers to manhole cover issue mentioned above).
- «Estimated Exposures and Thyroid Doses Received by the American People from Iodine-131 in Fallout Following Nevada Atmospheric Nuclear Bomb Tests». National Cancer Institute. 1997